# Kraftwerk Koralpe
Das Kraftwerk Koralpe ist ein Wasserkraftwerk in den Gemeinden Lavamünd und Eibiswald (bis 2014 Soboth), Österreich. Es wurde von 1987 bis 1991 als passives Speicherkraftwerk errichtet. Hierzu wurde die Feistritz auf der Koralm nahe dem Sobothpass zum Stausee Soboth aufgestaut (Stauziel 1080 m ü. A.). Das Einzugsgebiet des Stausees beträgt durch natürliche Zuflüsse 29,7 km²,
wurde jedoch durch künstliche Gewässerumleitungen auf 66 km² vergrößert.
Das Wasser wird über einen fünf Kilometer langen Druckstollen und eine drei Kilometer lange Druckleitung zum Krafthaus an der Drau geleitet (am Stausee Unterdrauburg, Stauziel 339,5 m ü. A.). Die maximale Rohfallhöhe beträgt also 735,5 Meter.
2009 bis 2011 wurde das Kraftwerk zu einem Pumpspeicherkraftwerk ausgebaut, indem eine Pumpanlage installiert wurde, die Wasser von der Drau in den Speicher heben kann.